# قلعه کمالی
قلعه کمالی یک روستا در ایران است که در دهستان خرقان (شاهرود) واقع شده‌است.